# Satui
Satui är ett distrikt (indonesiska: kecamatan) i Indonesien.   Det ligger i provinsen Kalimantan Selatan, i den västra delen av landet, 1 000 km öster om huvudstaden Jakarta.
Tropiskt regnskogsklimat råder i trakten. Årsmedeltemperaturen i trakten är 24 °C. Den varmaste månaden är oktober, då medeltemperaturen är 26 °C, och den kallaste är februari, med 22 °C. Genomsnittlig årsnederbörd är 2 745 millimeter. Den regnigaste månaden är juli, med i genomsnitt 367 mm nederbörd, och den torraste är september, med 90 mm nederbörd.